# 산후안주 (도미니카 공화국)

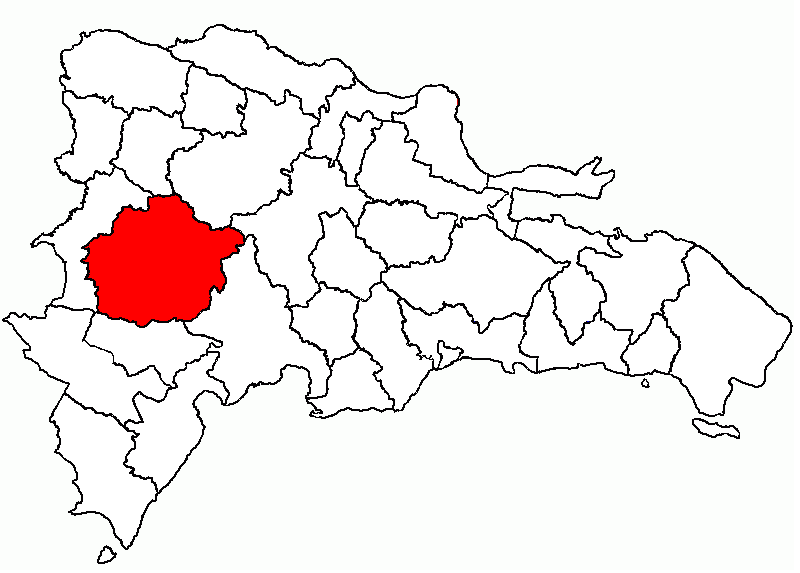
산후안 주의 위치

산후안주(스페인어: San Juan)는 도미니카 공화국 서부에 위치한 주로 주도는 산후안데라마과나이며 면적은 3,569.39km2, 인구는 317,293명(2014년 기준)이다. 1938년에 신설되었으며 1961년까지는 베네팍토르주(Benefactor)라는 이름을 사용했다.
서쪽으로는 엘리아스피냐 주, 북쪽으로는 산티아고로드리게스 주, 산티아고 주, 동쪽으로는 라베가 주와 아수아 주, 남쪽으로는 바오루코 주와 접한다. 6개 지방 자치체와 17개 지구를 관할한다.